# Venă iliacă externă
Venele iliace externe sunt vene mari care conectează venele femurale cu venele iliace comune. Originea lor este la marginea inferioară a ligamentelor inghinale și se termină atunci când se alătură venelor iliace interne (pentru a forma venele iliace comune ). 
Ambele vene iliace externe sunt însoțite de-a lungul traseului lor de artere iliace externe . 

## Anatomie
O continuare a venei femurale,  vena iliacă externă începe de la nivelul ligamentului inghinal.  Se desfășoară pe lângă artera omonimă și de-a lungul pelvisului inferior, pentru a se uni cu vena iliacă internă în fața articulației sacroiliace, unde formează vena iliacă comună. 
Vena iliacă externă stângă rămâne medială arterei de-a lungul întregii sale căi. Vena iliacă externă dreaptă este medială arterei omonime, dar pe măsură ce urcă, ea trece posterior de ea. 
Vena iliacă externă este traversată de ureter și de artera iliacă internă care se extind spre mijloc. La bărbați este traversată și de vasele deferente, iar la femei de ligamentul rotund și vasele ovariene. Psoas major se află de partea sa, cu excepția locului în care intervine artera. 
Vena iliacă externă poate prezenta o valvă, dar de multe ori nu are valve. 
Pe lângă venele pubiene, principalii afluenți ai venei iliace externe sunt venele epigastrice inferioare și vena iliacă circumflexă profundă . 

## Semnificație clinică și istoric
În 1967, Cockett a observat variații anatomice care predispuneau la compresia venei iliace externe, ca şi în cazul altor vene. Este mai puțin obișnuită această situație decât sindromul May-Thurner, care este documentat progresiv datorită metodelor moderne de imagistică. Compresia venei iliace externe stângi de către artera iliacă comună dreaptă sau artera hipogastrică stângă poate să apară pe măsură ce trece peste venă în bazin. Vena iliacă externă dreaptă poate fi comprimată în mod similar. Astfel de compresiuni pot contribui la tromboza venoasă profundă . 
Involuția  sau ageneza venei iliace externe a fost descrisă ca o situație asociată în sindromul Klippel-Trenaunay 

## Imagini suplimentare

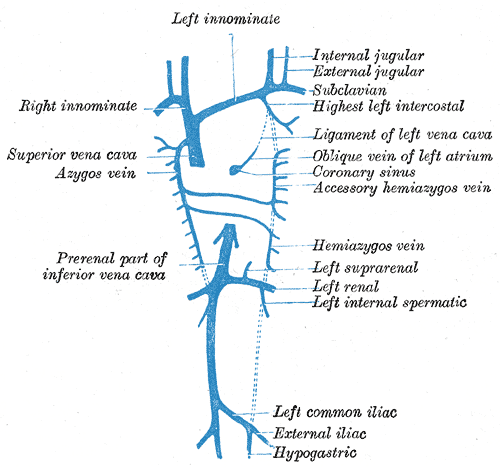
Diagrama care arată finalizarea dezvoltării venelor parietale.
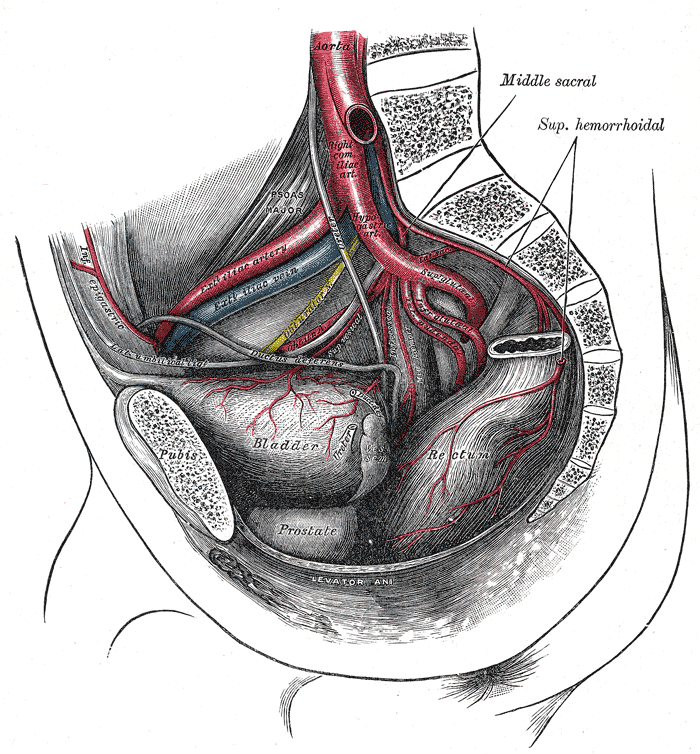
Arterele pelvisului.
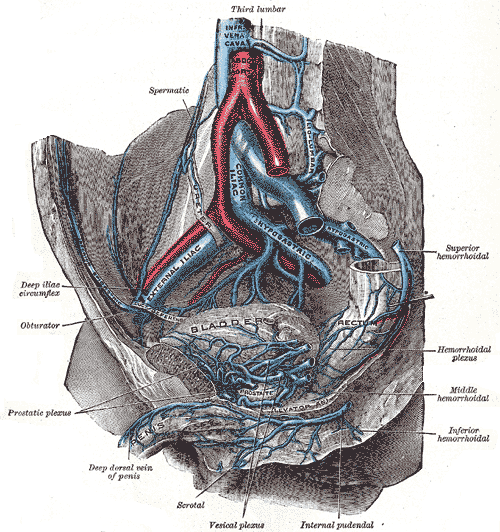
Venele jumătății drepte a pelvisului masculin.
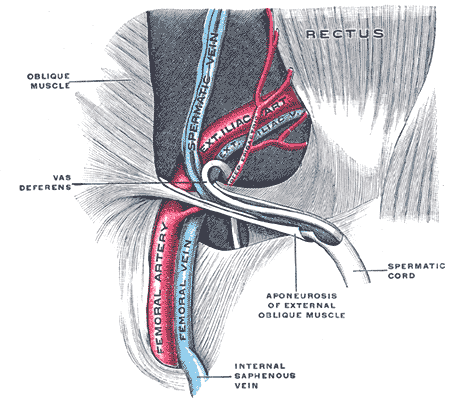
Cordul spermatic în canalul inghinal.
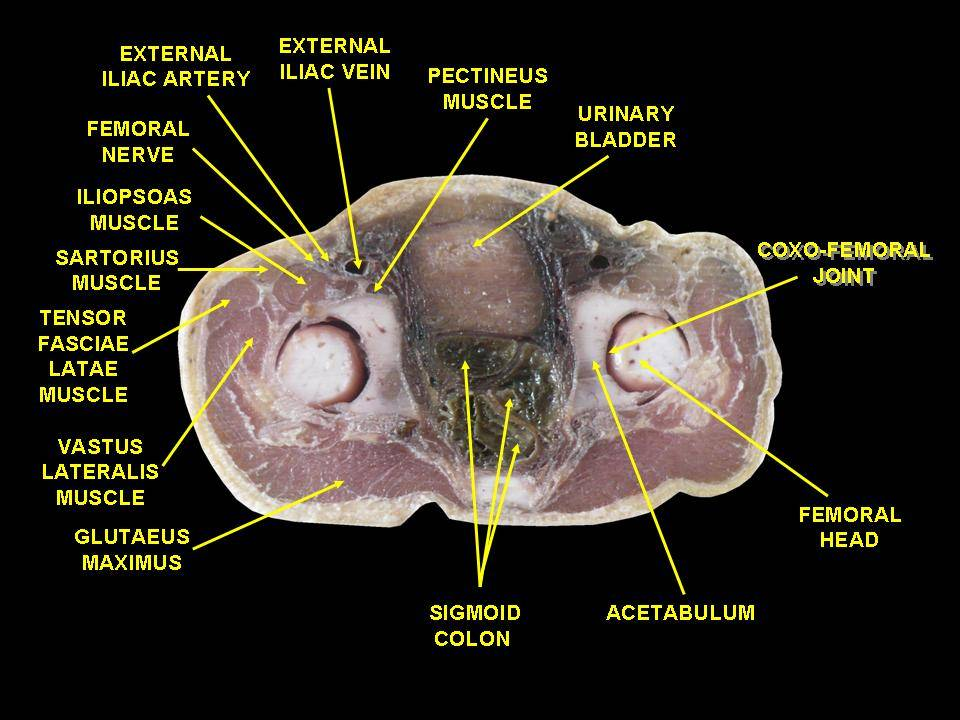
Vena iliacă externă. Disecție profundă. Secțiune de serie.